# Mularauka (stacja kolejowa)
Mularauka (biał. Муляраўка, ros. Муляровка) – stacja kolejowa w miejscowości Mularauka, w rejonie petrykowskim, w obwodzie homelskim, na Białorusi. Leży na linii Homel - Łuniniec - Żabinka. Jest to najbliżej położona stacja kolejowa dla stolicy rejonu Petrykowa.